# Innan jag kände dig
Innan jag kände dig er Melissa Horns tredje album.

## Spor
1. Destruktiv blues - 3:11
2. Jag saknar dig mindre och mindre - 4:31
3. Om du letar efter nån - 4:04
4. Nåt annat än det här - 2:34
5. Under löven - 3:33
6. Du är nog den - 4:21
7. Den som bländats av ljuset - 3:26
8. Mardrömmar - 3:46
9. På låtsas - 3:07
10. Innan jag kände dig - 3:36
11. Det känns ännu sämre nu - 3:44